# Fanny Pelopaja
Fanny Pelopaja es una película policíaca de 1984, dirigida por Vicente Aranda y protagonizada por Fanny Cottençon y Bruno Cremer. La película, una producción española y francesa, se basa en la novela Prótesis, escrita por Andreu Martin.

## Sinopsis
En Barcelona, un oficial de policía (Andrés) mantiene una relación sadomasoquista con una prostituta (Fanny Pelopaja). El policía usa la relación con la prostituta para atrapar y disparar a un traficante de armas (Manuel "El gato", amante de Fanny). Algún tiempo después, "Fanny Pelopaja" desarrolla su venganza.

## Reparto
- Fanny Cottençon como Estefania Sánchez, "Fanny Pelopaja".
- Bruno Cremer como Andrés Gallego.
- Ian Sera como Manuel "El gato".
- Francisco Algora como Julián.
- Berta Cabré como La Nena.
- Paca Gabaldón como La Socióloga.
- Eduardo MacGregor como Calvo.
- Joaquín Cardona como Pérez.
- Roberto Asla como Pelo Blanco.
- Jordi Serrat como Policía.
- Marta Padovan como Pilar.
- Carles Sales como El hombre del aparcamiento.
- Daniel Medrán como Macarra.

## Producción
El productor español Carlos Durán le mostró al director Vicente Aranda la novela Prótesis, escrita por Andreu Matín, con la idea de hacer una película. A Aranda le gustaba el libro pero le resultaba difícil escribir el guion. La novela retrata una relación violenta entre dos hombres. Aranda se había sentido incómodo abordando el tema de la homosexualidad en su anterior película Cambio de Sexo  de 1977, por lo que decidió transformar al protagonista masculino en una mujer y narrar la historia del amor y venganza entre una pareja heterosexual. La violencia, expresada sin rodeos en la novela, también se mostró en la adaptación cinematográfica. El autor del libro original, Andreu Martin estuvo de acuerdo con los cambios realizados y se mostró satisfecho con la adaptación cinematográfica.
Para el personaje de "Fanny Pelopaja", Aranda pensó a Berta Socuéllamos, que había aparecido en un papel similar en Deprisa, Deprisa de Carlos Saura. También tuvo en mente a Victoria Abril, su actriz fetiche con la que ya había rodado Cambio de sexo, La muchacha de las bragas de oro y Asesinato en el Comité Central. Sin embargo, los productores franceses de la película impusieron a dos actores franceses a la cabeza para ayudar a la comercialización de la película en Francia. Aranda tuvo una sesión de casting en París y finalmente eligió a Fanny Cottençon y Bruno Cremer para los dos papeles principales. La película contaba con un presupuesto de 76 millones de pesetas con un 70% de capital español y un 30% del coste cubierto por la productora francesa.
Filmada en Barcelona con equipo y reparto español, la producción se desarrolló sin problemas y el director se mostró feliz con los actores protagonistas que fueron doblados en español para la versión local de la película. Sin embargo, insatisfecho con el corte francés y doblaje de la película, hecho sin su supervisión, Aranda trató sin éxito de detener el estreno de la película en Francia, donde fue lanzado con el título Á coups de crosse.

## Localizaciones
La película se filmó en Barcelona, Sardañola del Vallés y Villafranca del Panadés.

## Título
Prótesis, el título original de la novela de Andreu Martín, hace referencia a la dentadura que el personaje principal tiene que usar, pero se evitó como título para la película por su poco atractivo comercial. Fanny Pelopaja, el título final de la película, proviene del nombre de la propia Fanny Cottençon, la actriz protagonista de cabello rubio blanqueado.